# Tanatochoreza
Tanatochoreza (Tanatochreza, Tanatochrezja, eng. Thanatochresis) - wykorzystywanie martwych ciał zwierząt (lub ich części) przez inne gatunki, w celu innym niż jako źródło pożywienia.
Przykładem tanatochorezy może być wykorzystywanie przez niesporczaki wylinek (exuvium) innych zwierząt w celu złożenia w nich jaj.
- Słodkowodne niesporczaki z gatunku Murrayon pullari składają jaja do wylinek małżoraczków. Exuvium małżoraczka służą jako dodatkowa ochrona dla skupiska jaj, mogą też przysłużyć się do ich rozprzestrzeniania.
- Morskie niesporczaki Echiniscoides składają jaja do wylinek (exuvia) pąkli, z którymi żyją w epibiozie (niesporczaki tego gatunku są epibiontami żyjącymi na powierzchni pąkli). Do wylinki zostaje złożone około 200 jaj Echiniscoides, wszystkie w tym samym stadium.[2]